# Świerże-Panki
Świerże-Panki – wieś w Polsce położona w województwie mazowieckim, w powiecie ostrowskim, w gminie Zaręby Kościelne.
W skład sołectwa wchodzą Świerże-Panki i Świerże-Kiełcze.
| SIMC    | Nazwa  | Rodzaj    |
| ------- | ------ | --------- |
| 0411803 | Tworki | część wsi |

W latach 1975–1998 miejscowość administracyjnie należała do województwa łomżyńskiego.
Wierni Kościoła rzymskokatolickiego należą do parafii Wniebowzięcia Najświętszej Maryi Panny w Andrzejewie.